# Lincolnovo morje
Lincolnovo morje (angleško Lincoln Sea, francosko Mer de Lincoln, dansko Lincolnhavet) je robno morje Arktičnega oceana, ki leži severno od Kanadskega arktičnega otočja, Grenlandije in Naresovega preliva, ki ga povezuje z Baffinovim zalivom, robnim morjem Atlantskega oceana.
Lincolnovo morje od glavnega dela Arktičnega oceana ločuje namišljena linija, ki v smeri z zahoda proti vzhodu povezuje najsevernejšo točko Kanade na rtu Columbia z najsevernejšo točko Grenlandije na Rtu Morrisa Jesupa. Vzhodno od Rta Morrisa Jesupa leži Wandlovo morje. Tako razmejeno morsko območje obsega površino približno 64.000 km².
Morska gladina je večji del leta poledenela. Debelina ledu doseže celo 15 metrov, s čimer velja za eno največjih na celotnem območju Arktičnega oceana. Globina je od 100 do 300 metrov. Na jugu se voda in plavajoči led prelivata v Robesonov preliv, ki je najsevernejši del Naresovega preliva.
V 19. stoletju je bila razširjena teorija, da se v tem morju začne območje Arktičnega oceana, ki je vse leto brez ledu. Teorijo je ovrgel britanski polarni raziskovalec George Nares, ko je med odpravo v letih 1875 in 1876 priplul do tega poledenelega morja iz Baffinovega zaliva skozi dolg in ozek morski preliv, ki je bil leta 1964 tudi uradno poimenovan po njem. Ameriški polarni raziskovalec Adolphus Greely je med svojo polarno odpravo, ki je potekala med letoma 1881 in 1884, plul po tem morju in ga poimenoval po Robertu Toddu Lincolnu, ki je bil najstarejši sin šestnajstega ameriškega predsednika Abrahama Lincolna in v tem času sekretar vojne Združenih držav Amerike.
Na obali Lincolnovega morja ob enem izmed zalivov kanadskega otoka Ellesmere leži Alert, najsevernejše človeško naselje na svetu.